# Trou des Nutons (Furfooz)
De Trou des Nutons ("Aardmannenhol") of Chantoir  des Nutons is een grot en prehistorische site in het Belgische Furfooz nabij de rivier de Lesse. Er zijn Magdaleniaanse artefacten opgegraven.

## Site
De grot, gelegen in Furfooz op het grondgebied van de gemeente Dinant, maakt deel uit van een geheel van holle ruimten uitgesleten door de Lesse in karst. In de streek bevinden zich verschillende grotten met de naam Trou des Nutons, onder meer één bezuiden Gendron, waar 17 skeletten uit een neolithische begrafenis zijn aangetroffen.

## Opgravingen
In de 19e eeuw werd de grot onderzocht door de zoöloog Pierre Joseph Van Beneden en de geoloog-prehistoricus Edouard Dupont. Het was in 1864 de eerste site die ze aandeden in het kader van een ruimere opdracht voor de Belgische regering. In een metersdiepe leemlaag troffen ze assemblages aan van zoogdieren, zowel gedomesticeerde (schapen, geiten, varkens) als wilde (onder meer de schedels van een wolf en een bruine beer). Er waren geen menselijke resten, maar wel sporen van bewoning, waaronder haardresten en zo'n 200 vuurstenen werktuigen. Het ging om mensen uit het Magdalénien die vooral jaagden op rendieren en paarden. Bijzonder zijn twee gegraveerde rendiergeweistangen. Op één ervan is een wisent afgebeeld, die omgedraaid (al dan niet bewust) ook als een mammoet valt te zien.